# 塞亞卡德肯普鄉
43°56′N 23°13′E / 43.933°N 23.217°E
塞亞卡德肯普鄉（羅馬尼亞語：Comuna Seaca de Câmp, Dolj），是羅馬尼亞的鄉份，位於該國西南部，由多爾日縣負責管轄，面積43平方公里，海拔高度41米，2007年人口2,045，人口密度每平方公里47人。